# Черизано
Черизано (італ. Cerisano, сиц. Cirisanu) — муніципалітет в Італії, у регіоні Калабрія,  провінція Козенца.
Черизано розташоване на відстані близько 430 км на південний схід від Рима, 60 км на північний захід від Катандзаро, 7 км на захід від Козенци.
Населення — 3218 осіб (2014).
Щорічний фестиваль відбувається 10 серпня. Покровитель — святий мученик Лаврентій.

## Демографія
Населення за роками:

Станом на 1 січня 2023 року в муніципалітеті офіційно проживали 54 іноземці з 10 країн, серед них 41 громадянин країн Євросоюзу та 6 громадян України.

## Сусідні муніципалітети
- Кастроліберо
- Фальконара-Альбанезе
- Фьюмефреддо-Бруціо
- Марано-Принчипато
- Мендічино